# Kvarnflotjärnen (Sundsjö socken, Jämtland)
Kvarnflotjärnen är en sjö i Bräcke kommun i Jämtland och ingår i Indalsälvens huvudavrinningsområde.